# 111

111(백십일)은 110보다 크고 112보다 작은 자연수다.

## 수학
- 합성수로, 그 약수는 1, 3, 37, 111이다. 진약수의 합은 41이므로, 111은 부족수다.
  - 36번째 반소수다. 앞의 반소수는 106, 다음 반소수는 115다.
- 6번째 구각수다. 앞의 구각수는 75, 다음 구각수는 154다.
- 3자리 회문수 중 같은 숫자가 반복되는 가장 작은 수다.
- {\displaystyle 38^{2}-1}은 111로 나누어떨어진다.
- 6×6 마방진에서 가로-세로-대각선의 합이 모두 111이다.

| 24 | 16 | 33 | 23 | 10 | 5  |
| 11 | 15 | 28 | 8  | 13 | 36 |
| 20 | 14 | 2  | 31 | 25 | 19 |
| 1  | 18 | 6  | 29 | 27 | 30 |
| 21 | 22 | 7  | 17 | 32 | 12 |
| 34 | 26 | 35 | 3  | 4  | 9  |

## 과학
- 뢴트게늄(Rg)의 원자번호.
- NGC 111: 고래자리 방향에 있는 천체.

## 교통

### 철도
- 수도권 전철 1호선 회룡역의 역번호.
- 부산 도시철도 1호선 남포역의 역번호.
- 대전 도시철도 1호선 시청역의 역번호.
- 광주 도시철도 1호선 쌍촌역의 역번호.
- 대구 도시철도 1호선은 111번 역이 없고, 115번부터 시작한다.

### 도로
- 고속도로 및 국도
  - 아우토반 111호선(영어판, 독일어판): 독일의 고속도로.
  - 일본 111번 국도 (폐지): 일본의 과거 국도. 45번 국도에 병합되었다.
  - 중국 111번 국도
- 기타 도로
  - 현도 제111호선

## 군사
- U-111: 독일의 군용 잠수함. 제1차 세계 대전에 사용된 1917년제 모델(영어판)과 제2차 세계 대전에 사용된 1940년제 모델(영어판)이 있다.

## 문화유산
- 대한민국의 국보 제111호: 안향 초상
- 대한민국의 보물 제111호: 담양 개선사지 석등
- 대한민국의 사적 제111호: 김제 벽골제

## 방송
- 스카이라이프의 MBN플러스 채널 번호.
- U+ TV의 SPOTV 프라임2 채널 번호.
- KT HCN의 월드클래식무비 채널 번호.

## 작품
- 《111》: 파블루 비타르의 정규 음반. 2020년 3월 26일 출시.

## 기타
- 날짜: 1월 11일, 11월 1일
- 연도: 111년, 기원전 111년
- 111: 응급 전화번호
  - 대한민국에서는 국가정보원 안보상담 신고 전화번호다.
- 대한민국의 한우, 한돈 정육 제품을 다루는 브랜드 백십일의 숫자화된 이름.